# یواخیمزتال (بارنیم)
شهر یواخیمزتال در ایالت برندنبورگ در کشور آلمان واقع شده‌است.